# Bibliothèque Alsatique du Crédit Mutuel
Die Bibliothèque Alsatique du Crédit Mutuel (dt. etwa Bibliothek des Elsässischen Schriftgutes der Crédit Mutuel) in Straßburg ist eine öffentliche Bibliothek, die von der französischen Genossenschaftsbank Crédit Mutuel unterhalten wird.

## Gründung
Der Journalist Antoine Gardner (1903–1981) aus Guebwiller, der ein großes Interesse an der Geschichte des Elsass hatte, legte bis 1972 eine Privatbibliothek von etwa 4000 Büchern in Elsässisch, Deutsch und Französisch über Themen an, die die Geschichte, die Geografie und das Brauchtum in Elsass betreffen. Darunter befinden sich auch klassische Werke des 18. und 19. Jahrhunderts wie die von Johann Daniel Schöpflin, André Philippe Grandidier, Johann Gottfried Schweighäuser und Johann Andreas Silbermann.
Diese Sammlung wurde im Jahr 1972 von der Bank Crédit Mutuel aufgekauft, die sie in ihrem Ausbildungszentrum Bischenberg in Bischoffsheim unterbrachte. Seit Beginn war diese Bibliothek auch für die Öffentlichkeit zugänglich. 1992 wurde sie im Hauptgebäude der Crédit Mutuel untergebracht, bis sie schließlich 1997 in die jetzige Örtlichkeit – Haus Herrenschmidt, 34 rue du Wacken, 67913 Straßburg – überführt wurde.

## Bestand
Über die Jahre wurde die Sammlung durch neue und historische Werken erweitert, sodass sie jetzt einen Bestand von etwa 41.000 Büchern umfasst (Stand: Juni 2016), wovon die ältesten aus dem 15. Jahrhundert stammen (6 Inkunabeln).
Die Bibliothek enthält Alsatika zu folgenden Themen:
- Geschichte und Chroniken der Gemeinden
- Kirchengeschichte und Theologie
- Militärgeschichte und Kriegstagebücher
- Familiengeschichte (Genealogie) und bekannte Persönlichkeiten
- Volkskunst, Tradition und Theater, Sprache und Dialekte
- Regionsspezifische Zeitschriften und regionale Literatur
- Lexika und Enzyklopädien[4]
- Handel, Wissenschaft, Archäologie, Medizin, Reisen, Crédit Mutuel/Raiffeisenbank